# 작은악절
작은악절이란 음악 이론에서 마디 수로 곡을 나누는 것으로, 4마디를 작은 악절이라고 한다. 주제에 못갖춘마디가 있을 경우 못갖춘마디를 포함해 4마디를 작은 악절로 한다. 작은 악절이 두 개 붙어있는 8마디를 큰악절이라고 한다. 악곡의 형식을 알파벳으로 나타낼 때 첫 번째 작은악절은 소문자 a로 표기한다. 2017 개정 교육 과정을 기준으로 중학교 1학년 음악 교과서에 수록되어있다.